# Ruisseau Maltempèque
 (février 2015).
Le ruisseau Maltempèque est un cours d'eau du nord-est du Nouveau-Brunswick, au Canada.

## Toponymie
Maltempèque est un nom micmaque dont la signification n'est pas connue mais semble avoir un lien avec baie ou élargissement de la rivière, probablement en référence à la rivière Pokemouche,. L'orthographe n'est pas standardisée, et l'on retrouve aussi les formes Maltempec, Maltampec ou Maltimpec.

## Géographie
Le ruisseau Maltempèque prend sa source dans la forêt de la paroisse de Caraquet, à 5,6 kilomètres au nord-est de Paquetville et à près de 20 mètres d'altitude. Le ruisseau se dirige vers l'est pendant près de 4 kilomètres avant de se diriger vers le sud pendant 7 kilomètres. Il conflue en rive gauche de la rivière Pokemouche à Maltempèque. Le ruisseau traverse une région au relief peu accidenté, couverte de forêt.